# El Dividive
El Dividive é uma cidade venezuelana, capital do município de Miranda (Trujillo).